# Anatol Pikas
Anatol Pikas, né le 29 novembre 1928 à Viljandi (Estonie) et mort le 1er novembre 2021 à Uppsala, est un professeur honoraire en psychologie de l'éducation. Il est connu pour ses travaux de résolution pacifique des conflits.

## Biographie
Anatol Pikas est né en Estonie mais a vécu durant son enfance et adolescence à Norrköping en Suède.
Plus tard, il a été professeur en psychologie et sociologie de l'éducation à Heidelberg, à l'université d'Alberta et au Gustavus Adolphus College (Minnesota).
Durant les années 1980, il a développé la méthode « Shared Concern method » (« méthode de la préoccupation partagée ») pour trouver des solutions au harcèlement scolaire.
Il est le premier à avoir mis en œuvre un dispositif de traitement des situations de harcèlement scolaire. Son apport principal est d’avoir montré que l’intimidation est un phénomène de groupe (un mobbing) que les professionnels doivent s’attacher à défaire en réindividualisant chacun de ses membres.
Sa méthode a révélé une grande efficacité puisque, selon plusieurs principales évaluations internationales, elle permet de mettre fin aux brimades dans 8 cas sur 10.

## Ouvrages
- Gemensamt Bekymmer metoden. Handbok för ett paradigmskifte i behandling av skolmobbning (1998)
- Så bekämpar vi mobbning i skolan (1987)
- Rationell konfliktlösning, translated into 5 languages (1973)
- Abstraction and concept formation (1966)

## Compléments